# Frank Vicari
Frank Vicari (? – 20. října 2006 New York City, New York, USA) byl americký jazzový saxofonista. V letech 1951-1955 sloužil v americké armádě. V roce 1960 se stal členem big bandu Maynard Fergusona. Po jeho rozpadu se na krátko dobu mihnul ve skupině Buddyho Riche a ve stejném roce potom do skupiny Thundering Herd Woodyho Hermana. Mimo uvedené skupiny hrál například s umělci, jakými byli Steve Gadd, Mike Mainieri, bratři Randy a Michael Brecker, George Benson, Tony Bennett, Dionne Warwick, Billy Eckstein, Tom Waits nebo John Lennon.